# Судутуй (Бурятия)
Судуту́й (бур. Һүдэнтэ - «местность имеющая черноголовник) — улус в Бичурском районе Бурятии. Входит в сельское поселение «Петропавловское».

## География
Улус расположен на речке Судутуй (правый приток Хилка) в 6 км к северу от места её впадения в Хилок, в 8,5 км к западу от центра сельского поселения — села Петропавловка, и в 22 км северо-западнее районного центра — села Бичура.

## Население
| 2002 | 2010 |
| ---- | ---- |
| 55   | ↘38  |